# Archaisches Lächeln

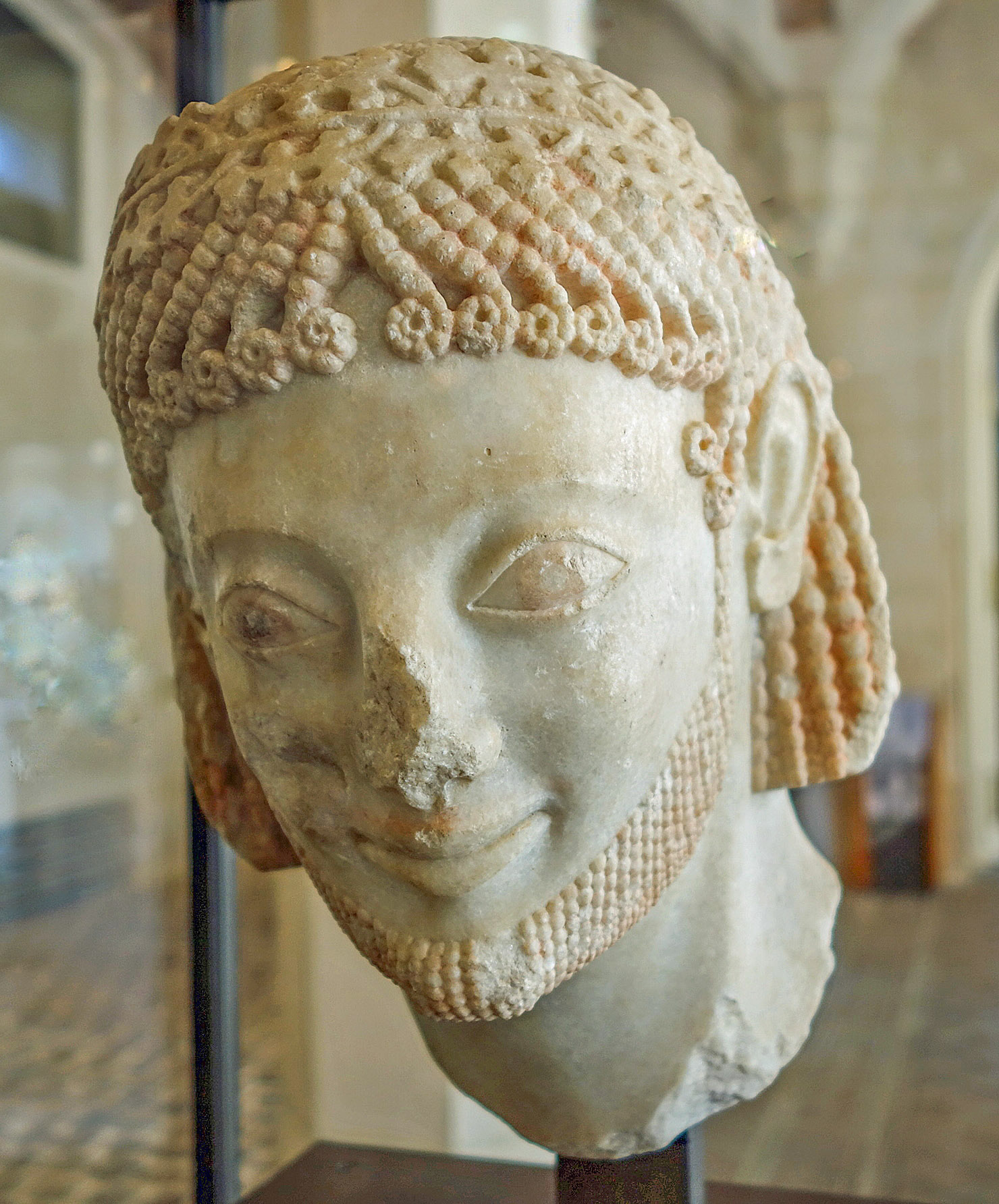
Kopf des Reiters Rampin mit archaischem Lächeln um 550 v. Chr.

Archaisches Lächeln bezeichnet das Lächeln, das charakteristisch auf den Gesichtern griechischer Statuen der archaischen Kunst (ca. 650–480 v. Chr.) erscheint, insbesondere ab dem 1. Viertel des 6. Jahrhunderts v. Chr.
Während der archaischen Zeit entwickelten griechische Künstler eine neue Formensprache. Die geometrisch stilisierenden Elemente der geometrischen Epoche wurden aufgegeben und wichen einer zunächst blockhaft monumentalisierten Darstellung, deren Formeln zunehmend „naturalistische“ Züge und Elemente erhielten. In der Bildhauerkunst wurden die Gesichter der Statuen mit dem charakteristischen „archaischen Lächeln“ belebt. Hervorgerufen wird der Ausdruck des Lächelns durch das Hochziehen der Mundwinkel. Um den Effekt zu steigern, können zudem Nasolabialfalten und Wangenknochen markant herausgestellt werden, was das mimische Spiel weiter belebt.
Das archaische Lächeln zeigt sich bereits in der griechischen Reliefkunst des späteren 7. Jahrhunderts v. Chr., bleibt aber zunächst der attischen Kunst fremd. Mit den um 580 v. Chr. geschaffenen Statuen von Kleobis und Biton aus Delphi tritt es in der argivischen Plastik voll ausgeprägt auf. Ab 550 v. Chr. ist es weit verbreitet, um im 3. Viertel des 6. Jahrhunderts v. Chr. seine klassische Ausprägung zu erhalten. Zu Beginn des 5. Jahrhunderts v. Chr. weicht es einer zunehmend ernsten Gesichtsauffassung.
Dass das Lächeln ein heiteres ist, liegt angesichts der Tatsache, dass es Grabstatuen und sterbende oder gefallene Krieger – etwa im Westgiebel des Aphaiatempels – gleichermaßen zeigen, nicht auf der Hand: es ist nicht situationsbezogen, sondern Konvention. Die Bedeutung dieser mimischen Konvention ist nicht bekannt. Oft wird angenommen, dass diese Art des Lächelns für die Griechen einen Zustand idealer Gesundheit und idealen Wohlbefindens widerspiegelte. Auch könnte lediglich die Absicht des archaischen Bildhauers zugrunde liegen, die dargestellte Person als lebend zu kennzeichnen oder der Figur Leben „einzuhauchen“. In dem Zusammenhang wurde oft die Vermutung geäußert, es sei letztlich technisch-handwerklichem Unvermögen der Bildhauer geschuldet. Auch als Ausdruck des aristokratischen Ideals der Anmut, der Charis, wurde das Lächeln gedeutet, denn bis in die Zeit des Kleisthenes hieß die aristokratische Klasse in Athen Geleontes, „die Lächelnden“. Den Unbilden des Lebens traten sie mit einem Lächeln entgegen, einem Lächeln, das ihnen laut Erika Simon von den Göttern, den ersten Lächelnden, geschenkt wurde.
Mit dem Wandel des Menschenbildes im Strengen Stil, der mit den innergriechischen Umbrüchen gegen Ende des 6. Jahrhunderts v. Chr. eingeleitet wird und mit den Siegen der Griechen gegen die von Persien drohende Gefahr in den Schlachten bei Marathon 490 v. Chr., Salamis 480 v. Chr. und Plataiai 479 v. Chr. beginnt, verschwindet das archaische Lächeln.